# Gabriel Lippmann
Gabriel Jonas Lippmann (n. 16 august 1845, Bonnevoie⁠(d), Luxemburg, Luxemburg – d. 13 iulie 1921, Oceanul Atlantic, apele internaționale) a fost un fizician francez, profesor universitar la Sorbona, laureat al Premiului Nobel pentru Fizică în anul 1908, pentru metoda sa de reproducere fotografică a culorilor pe baza fenomenului de interferență.

## Contribuții
A investigat fenomenele electrocapilare cu electrometrul capilar, care a servit, între altele, la dezvoltarea electrocardiografiei.